# Fluvià
De Fluvià is een rivier in de Pyreneeën. Hij ontspringt in Garrotxa, op 920 hoogte en mondt uit in de Baai van Roses, vlak bij  Sant Pere Pescador. De rivier is 97,2 km lang.
In oktober 1940 veroorzaakte de vele regenval een overstroming die met name de stad Olot zwaar raakte.